# Nervous Records
Nervous Records est un label de musique house et hip-hop indépendant fondé en 1991 à New York.
Parmi les sous-labels de Nervous Records figurent Nervous Dog Records ou encore Ricanstruction Records.

## Artistes (liste partielle)
- Black Moon
- Kerri Chandler
- Kim English
- Frankie Feliciano
- Wayne Gardiner alias Classic Man
- Masters At Work
- Mood II Swing
- Byron Stingily
- Danny Tenaglia
- Armand Van Helden
- Josh Wink
- Shyheim Dionel Franklin
- Todd Edwards